# Dasymys sua
Dasymys sua is een knaagdier uit het geslacht Dasymys dat voorkomt bij Morogoro in Oost-Tanzania, op 400 tot 1600 m hoogte. De soort is genoemd naar de Sokoine University of Agriculture (SUA) in Morogoro, een instituut dat hielp bij het vangen van de exemplaren op basis waarvan deze soort werd beschreven. Deze soort is als een aparte soort beschreven op basis van morfometrische en genetische verschillen met andere soorten. Genetisch is deze soort verwant aan verschillende andere Oost-Afrikaanse soorten.